# Ligne de Vrigne-Meuse à Vrigne-aux-Bois
La ligne de Vrigne-Meuse à Vrigne-aux-Bois est une courte ligne de chemin de fer française d'intérêt local, qui reliait Vrigne-Meuse à Vrigne-aux-Bois dans le département des Ardennes. Elle constituait la ligne no 215 000 du Réseau ferré national.
Concédée au département des Ardennes en 1867, elle est ouverte à l'exploitation en 1873 par la Compagnie des chemins de fer de l'Est qui a signé une convention pour ce service avec le département. Elle est ouverte au service des marchandises de sa mise en service à sa fermeture en 1991, et au service des voyageurs de 1879 à 1930, avec la particularité qu'il ait été assuré par un omnibus hippomobile de 1879 à 1911.
La voie est déposée peu de temps après les fermetures et la ligne est déclassée dans sa totalité en 1993. Seuls les bâtiments des gares de Vrigne-aux-Bois et de Vivier-au-Court sont toujours présents du fait qu'ils ont été réaffectés à d'autres activités.

## Histoire

### Chronologie
- 9 novembre 1867, concession au département des Ardennes,
- 20 juillet 1873, ouverture du service des marchandises par la Compagnie de l'Est,
- janvier 1879, ouverture du service des voyageurs réalisé par un omnibus hippomobile,
- 14 juillet 1898, reprise du service des voyageurs par la Compagnie de l'Est avec deux locomotives,
- 25 août 1911, modification du tracé et ouverture de la gare de Vivier-au-Court,
- 15 juillet 1930, fermeture du service des voyageurs,
- 1991, fermeture du dernier tronçon encore ouvert au service des marchandises,
- 2 février 1993, publication de l'arrêté de déclassement de la totalité de la ligne[1].

### Origine de la ligne
En 1866, le préfet demande aux industriels des communes de Vivier-au-Court et Vrigne-aux-Bois de subventionner une courte ligne de type embranchement industriel susceptible de desservir leurs entreprises. La commune de Vivier conditionne son versement à la condition qu'il soit y soit ajouté un embranchement pour desservir le bourg.
Le chemin de fer d'intérêt local « de Donchery à Vrigne-aux-Bois » est déclaré d'utilité publique par un décret impérial le 9 novembre 1867. Cette nouvelle ligne doit se détacher de la ligne de Charleville à Sedan en un point à déterminer entre la gare de Donchery et le passage à niveau de Vrigne-Meuse, remonter la vallée de la Vrigne jusqu'à Vrigne-aux-Bois. Elle fait partie d'un lot de cinq lignes d'intérêt local attribuée au département des Ardennes qui a signé une convention avec la Compagnie des chemins de fer de l'Est pour leurs exploitation pendant une durée de douze années, renouvelable. Il n'y a pas de transfert de la concession mais simplement un accord d'exploitation, la Compagnie de l'Est acceptant de reverser les bénéfices éventuels au département qui lui s'est engagé à combler les pertes. L'ouverture, du chantier pour les travaux de construction de la ligne, est repoussée du fait de la Guerre franco-allemande de 1870.
Après le conflit le point d'origine de l'embranchement est modifié, le 26 février 1872 par un nouveau décret qui renomme la ligne en Chemin de fer d'intérêt local « de Vrigne-Meuse à Vrigne-aux-Bois » et déclare d'utilité publique le nouveau tracé qui s'embranche maintenant à Vrigne-Meuse sur la ligne de Charleville à Sedan.

### Travaux et mise en service

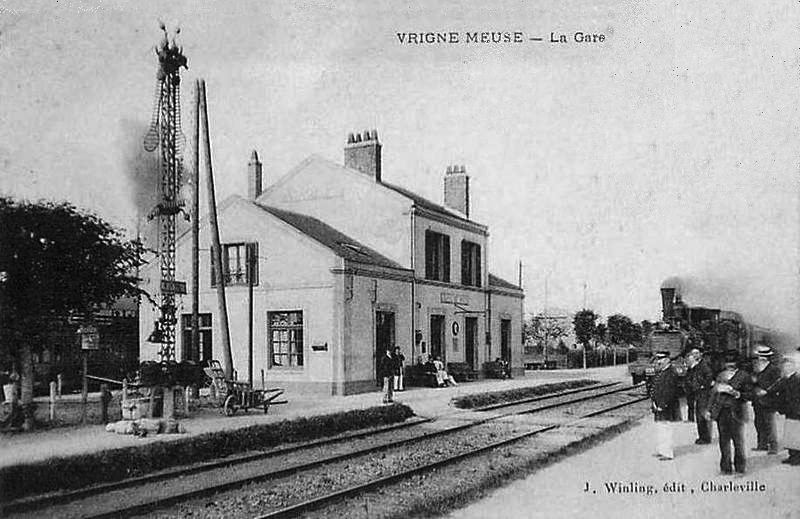
La gare de bifurcation de Vrigne-Meuse, vers 1900.

Le chantier de construction débute sur le nouveau tracé. La nouvelle ligne, à voie unique, se débranche sur la gauche avant la gare de Vrigne-Meuse, passe par la cour devant la façade extérieure du bâtiment, puis par une large courbe à gauche s'engage dans la vallée de la Vrigne, sur la rive droite de la rivière. Passe au lieu-dit « Port sec », sur le tracé du chemin noir, où est établie la halte qui dessert Vivier-au-Court. Elle s'engage dans une rampe à 14 mm/m pour arriver à Vrigne-aux-Bois où on établit la gare terminus qui comprend une remise à locomotive avec une voie. La Compagnie de l'Est ouvre la ligne à l'exploitation le 20 juillet 1873. L'exploitation effectuée par la Compagnie de l'Est ne concerne que le transport de marchandises avec une locomotive à vapeur. Néanmoins, il devait parfois y avoir quelques voyageurs car les comptes de la compagnie notent quelques recettes pour le compte voyageurs et messageries.

### Traction hippomobile pour le service des voyageurs
L'objectif des industriels est rempli, mais les habitants désirent un service régulier pour le transport des voyageurs. En 1876, le choix se porte sur un omnibus hippomobile, les communes s'engagent à verser une subvention qui couvre la moitié des frais et notamment des travaux sur la voie pour modifier le sol entre les traverses afin de permettre aux chevaux de trotter. Fin 1878, un accord est passé avec un entrepreneur de Sedan qui s'engage à assurer trois navettes quotidiennes contre l'assurance d'un revenu minimum garanti de 12 francs par jour. L'omnibus est tracté par un cheval ou deux chevaux suivant que l'on attelle une ou deux voitures, ouvertes ou fermées. Le service débute en janvier 1879, les navettes vont faire une moyenne de huit allers/retours quotidien avec des correspondances en gare de Vrigne-Meuse,.

### Train-tramway pour le service des voyageurs

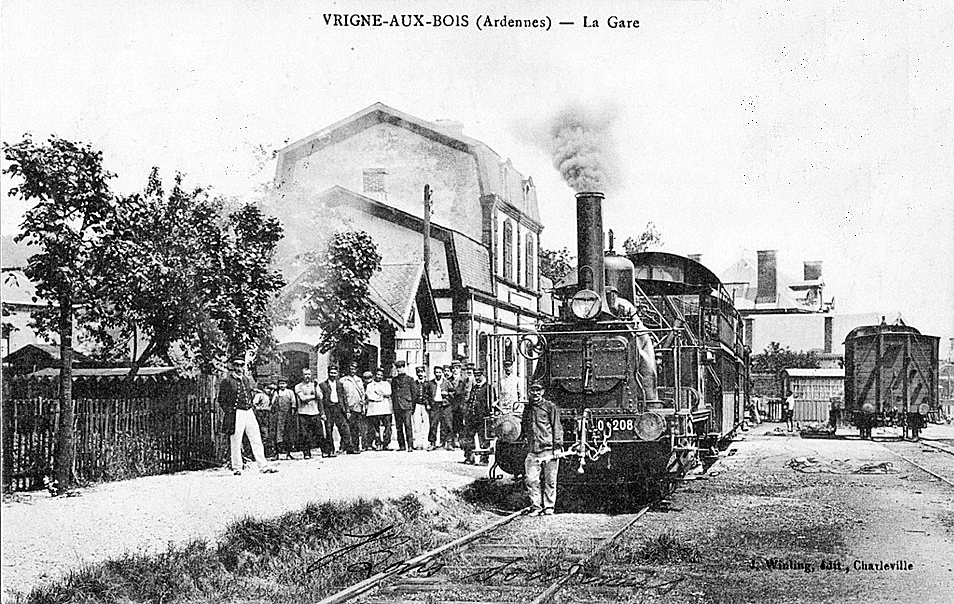
La no 0.208 « La Thur » en gare de Vrigne-aux-Bois, elle assure la navette sur la ligne de Vrigne-Meuse à Vrigne-aux-Bois.

En 1898, les communes font de nouveau pression pour obtenir le remplacement de l'omnibus hippomobile par un train à vapeur. Elles obtiennent satisfaction en 1901 avec la mise en service d'une navette régulière de type train-tramway. Les locomotives 030 T Est « la Thur » (no 0.208) et « la Zom » (no 0.209) sont maintenant attachées à la ligne où sept navettes quotidiennes sont prévues. Le 14 juillet les habitants et les personnalités sont présents en nombre pour l'inauguration en gare de Vrigne-aux-Bois. Les festivités débutent par un vin d'honneur suivi des discours, notamment du conseiller général Petit-Barbette en présence des conseillers municipaux. Le train inaugural, pavoisé, part à 16h de Vrigne-aux-Bois pour la halte de Vivier et la gare de Vrigne-Meuse,.

### Modification du tracé pour desservir Vivier

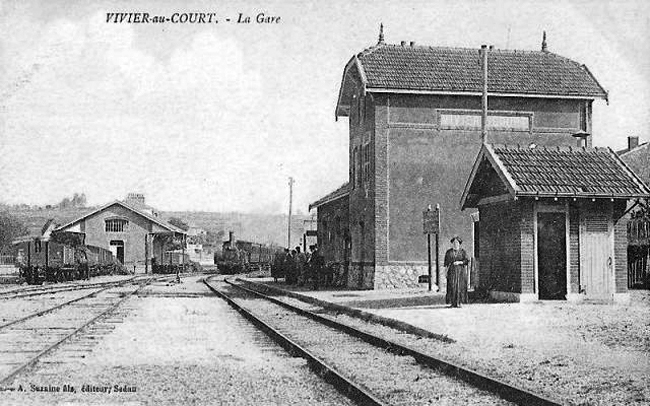
La gare de Vivier-au-Court dans les années 1910.

Dès 1866, le conseil municipal de Vivier-au-Court cherche à obtenir la desserte de sa commune et surtout des industries qui y sont implantées, en demandant la création d'un embranchement. En 1882, c'est une modification de la ligne qui est demandée par Vivier. À chaque fois Vrigne-aux-Bois s'y oppose pour éviter la concurrence avec ses propres usines. Néanmoins Vivier est finalement entendue car en 1906 l'administration décide d'accepter une modification de la ligne pour desservir cette commune.
Deux kilomètres de la ligne sont abandonnés pour créer une déviation qui passe au lieu-dit Moraimont avec création de la gare de Vivier-au-Court et d'un embranchement pour desservir l'usine de quincaillerie Camion Frères,. L'inauguration de la nouvelle gare a lieu le 25 août 1911 avec la circulation d'un train spécial qui parcourt la ligne en s'arrêtant à Vivier, ce train met neuf minutes de Vrigne-Meuse à Vivier et quatre minutes de Vivier à Vrigne-aux-Bois.

### Suite de l'exploitation et fermetures
Le service des voyageurs prend définitivement fin le 15 juillet 1930. 
L'activité des entreprises de Vrigne-aux-Bois et de Vivier-au-Court permet la poursuite du service des marchandises. Néanmoins, cette poursuite des circulations est facilitée par le fait que le matériel de traction utilisé est celui attaché au triage de Vrigne-Meuse, qui est une annexe de celui de Lumes.
La section de Vivier-au-Court à Vrigne-aux-Bois est fermée au début des années 1970. Il ne reste plus que la desserte de l'usine de La Fonte ardennaise qui est située à côté des voies de la gare de Vivier-au-Court. Cette baisse d'activité fait passer la ligne au statut des lignes à trafic restreint (VUTR) jusqu'à sa fermeture complète à la fin de l'année 1991.

## Caractéristiques

### Tracé
Avant son déclassement la voie se débranchait de la ligne de Mohon à Thionville en amont de la gare de Vrigne-Meuse, traversait la cour de cette gare en passant devant la façade du bâtiment voyageurs. La voie unique continuait en direction de l'est, en parallèle avec la ligne principale, pendant quelques centaines de mètres avant de s'orienter sur un axe nord-nord-ouest par une large courbe sur la gauche. Sur un parcours quasi rectiligne, elle suivait la vallée de la Vrigne puis se dirigeait vers l'entrée de Vivier-au-Court, laissait l'usine de la Fonte Ardennaise sur sa droite et obliquait vers le nord-est avant d'arriver en gare de Vivier-au-Court. Ensuite la ligne suivait le tracé de l'actuelle rue Pierre Vienot jusqu'à la gare de Vrigne-aux-Bois. 

### Statut
Ligne déclassée depuis le 2 février 1993.

### Patrimoine ferroviaire
En 2014, la ligne déposée n'existe plus et son ancienne emprise est le plus souvent utilisée par des voies routières. Seuls les bâtiments des gares de Vivier-au-Court et de Vrigne-aux-Bois sont toujours présents. Celui de Vivier a été réaffecté en bureaux par La Fonte ardennaise et celui de Vrigne-aux-Bois, propriété de la commune est utilisé par des associations. Une « réplique à l'identique » de l'ancienne locomotive « La Thur » est établie au sommet du rond-point depuis 2009.

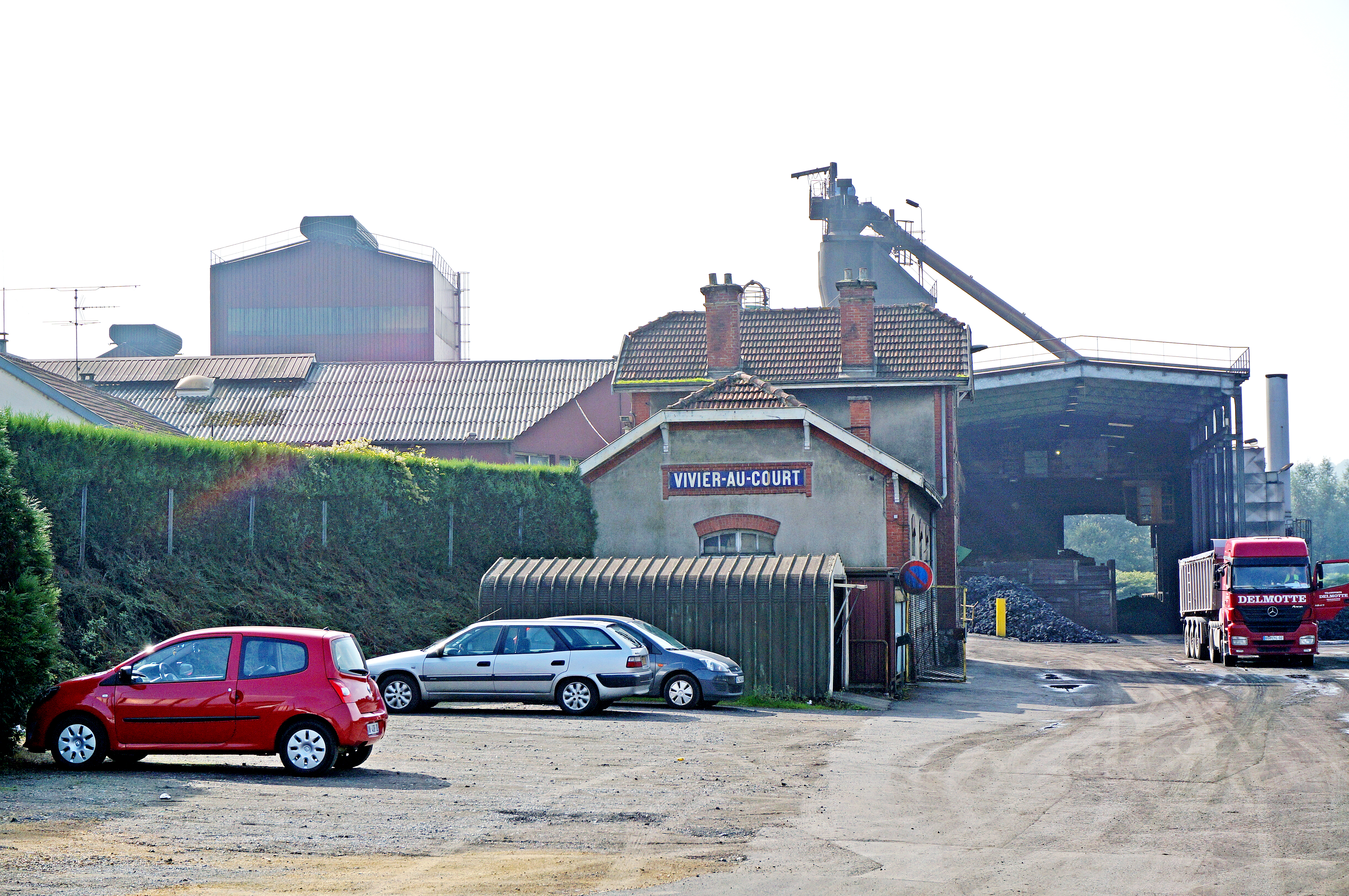
L'ancien bâtiment de la gare de Vivier-au-Court sur le site de La Fonte ardennaise
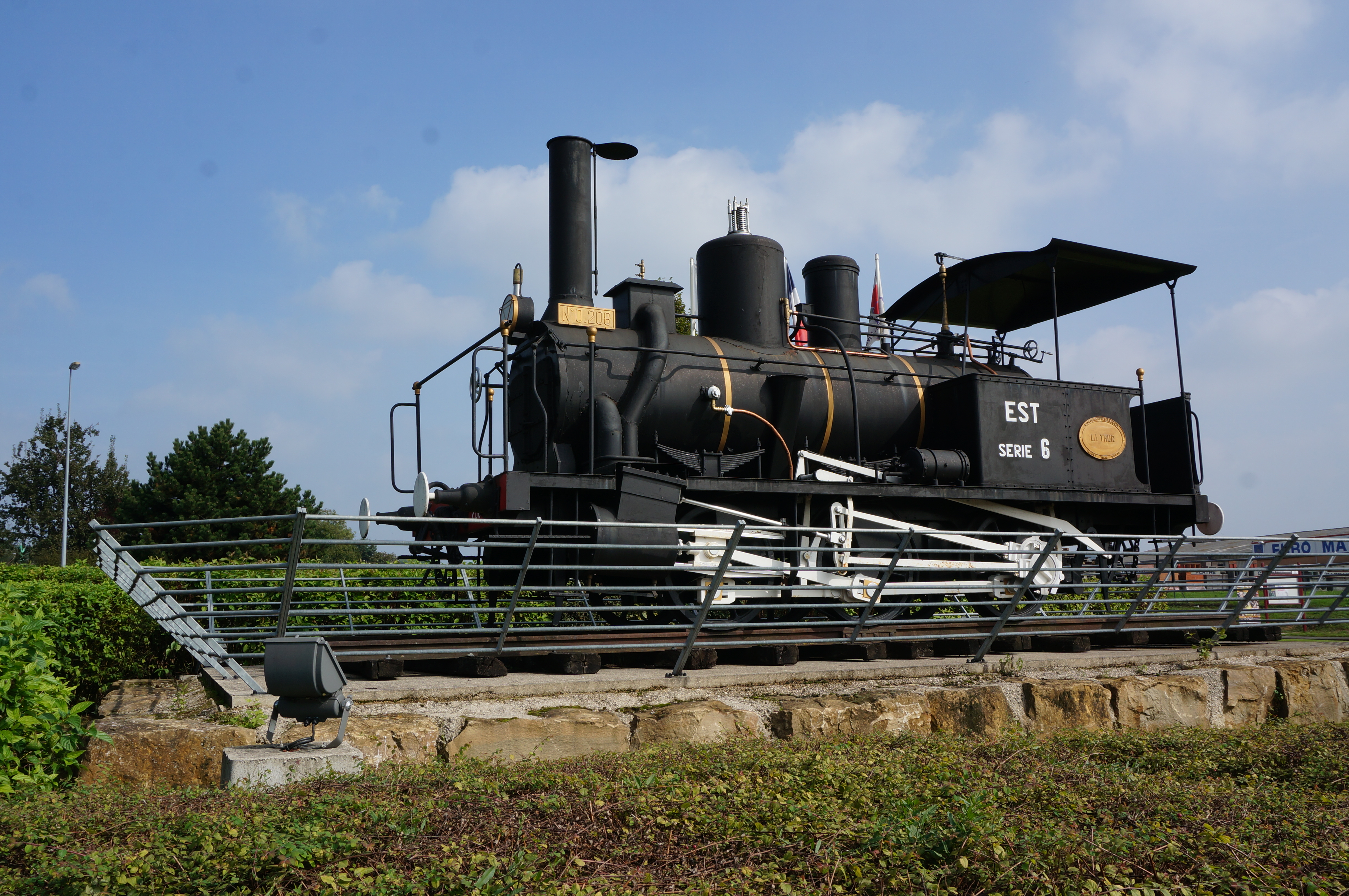
Réplique à l'échelle 1 de la locomotive 030 T Est « La Thur »

## Exploitation
Le dernier tronçon, de Vrigne-Meuse à Vivier-au-Court, utilisé pour des circulations de trains de marchandises a définitivement été fermé à tout trafics à la fin de l'année 1991.